# 阿尔弗雷德·斯特蒂文特
阿尔弗雷德·H·斯特蒂文特（英語：Alfred Henry Sturtevant，1891年11月21日—1970年4月5日）是一位美国遗传学家，在1911年与导师托马斯·亨特·摩尔根一起构建了最早的黑腹果蝇遗传连锁图。